# Norddeutsche Teppichfabrik
Die Norddeutsche Teppichfabrik GmbH, gegründet 1951 von Hubertus Rösel in Geesthacht bei Hamburg, war über Jahrzehnte hinweg ein Hersteller textiler Bodenbeläge in Deutschland und unter der Marke Nordpfeil bekannt. Das Bauensemble steht unter Denkmalschutz (siehe Liste der Kulturdenkmale in Geesthacht).

## Gründung
Hubertus Rösel, ein aus Thüringen geflüchteter Unternehmer, gründete die Teppichfabrik in den Gebäuden der ehemaligen Pulverfabrik Düneberg. Mit nur neun Mitarbeitern begann er die Produktion, die sich rasch ausweitete. Bereits in der Zeit von  1954 bis 1955 nahm das Unternehmen eine eigene Spinnerei und Färberei in Betrieb. Die Teppiche wurden vorwiegend aus neuseeländischer Schurwolle gefertigt. 1958 beschäftigte die Firma etwa 490 Menschen, später bis zu 600.

## Auszeichnungen und Engagement
Für seine unternehmerischen Leistungen und sein soziales Engagement wurde Hubertus Rösel mehrfach ausgezeichnet. 1972 erhielt er das Bundesverdienstkreuz am Bande, 1984 folgte das Bundesverdienstkreuz 1. Klasse. Rösel blieb bis ins hohe Alter aktiv im Unternehmen und übergab die Leitung schließlich an seinen Enkel Christoph Maaß, wodurch die Familientradition fortgeführt wurde Frühzeitig war die Norddeutsche Teppichfabrik nach ökologischen Gesichtspunkten gestaltet worden. Bei der Planung, dem Bau und dem Ausbau der Norddeutschen Teppichfabrik wurden der vorhandene Waldbestand weitgehend erhalten und die Produktionsgebäude harmonisch in die Landschaft eingefügt. Dafür wurde der Betrieb bereits im Jahre 1969 vom Bundesministerium für Umwelt und Städtebau im Bundeswettbewerb "Industrie in der Landschaft" mit der Silberplakette ausgezeichnet.

## Niedergang und Schließung
Mit dem Boom anderer Fußbodenbeläge (vor allem Laminat) sank der Absatz. Im Jahr 2013 beantragte die Eigentümerfamilie Insolvenz für die Norddeutsche Teppichfabrik GmbH. Der Betrieb wurde von Vorwerk aus Hameln übernommen, jedoch im Oktober 2016 endgültig stillgelegt. Das 22 Hektar große Gelände wurde 2018 von Barbara und Kurt-Peter Gaedeke erworben und ist heute Teil der Route der Industriekultur Geesthacht. Das Fabrikgelände an der Düneberger Straße 70–104 ist geprägt von historischen Bauten der Pulverfabrik (1916–1925) sowie von Industriearchitektur aus den Jahren 1951 bis 1967. Besonders markant sind das Heizhaus und die Hallen mit gewölbten Sheddächern, entworfen vom Architekten Heinz Graaf und Bauingenieur Wilhelm Silberkuhl